# John E. Englekirk
John E. Englekirk (Nueva York, 24 de septiembre de 1905 - Los Ángeles, 30 de septiembre de 1983), fue un hispanista estadounidense.

## Biografía
Ingresó en el St. Stephen's College en 1922 y obtuvo el título de Bachiller en Artes en 1926; ese año obtuvo beca de asistente para enseñar español en la Northwestern University. En 1928, ya Maestro en Artes, enseñó en la Universidad de New Mexico (Albuquerque, EE. UU.) y al año siguiente marchó a Madrid a perfeccionar su español en el Centro de Estudios Históricos; volvió a la Universidad de Nuevo México y obtuvo el rango de profesor asociado en 1939. En 1938 fue uno de los fundadores del Instituto Internacional de Literatura Iberoamericana, su órgano de difusión cultural la Revista Iberoamericana y la colección Clásicos de América. En 1934 se doctora en la Universidad de Columbia con una tesis sobre Edgar Allan Poe en la literatura hispánica, trabajo que sirvió de modelo a otros estudios de literatura comparada y que la citada Universidad publicó ese mismo año. De 1939 a 1958 fue profesor asociado y profesor titular, además de chairman (director) del Departamento de Español y Portugués de la Universidad de Tulane, New Orleans. En 1958 pasó a la Universidad de California, Los Ángeles, como profesor titular, y al año siguiente fue designado chairman del Departamento de Español y Portugués de dicha Universidad. fue profesor visitante en la Universidad de Wisconsin (1941-1942), en la de Madrid (1955-1956), en la de Pensilvania (verano de 1941), en la de Texas (1948), en la de Chicago (1949), otra vez Nuevo México (1952) y Colorado (1957).

## Obras
- Poe in Hispanic Literature (Nueva York 1934)
- A literatura norteamericana no Brasil (México, 1952)
- El epistolario Pombo-Longfellow (Bogotá, 1956)
- El teatro folclórico hispanoamericano (Coral Gables, 1957)
- An Outline History of Spanish American Literature [coautor] (Nueva York, 1965)
- De lo nuestro y de lo ajeno (México, 1966).
- En la Revista Iberoamericana publicó una investigación crítico-bibliográfica sobre las revistas latinoamericanas (núms. 51, 52, 53 y 55).

## Fuente
- Alfredo Roggiano, "John E. Englekirk o la fraternidad por la cultura", Revista Iberoamericana, LI-130-131 (enero-junio de 1985).

- Datos: Q5933192